# 博爾杜沙尼鄉
44°28′21″N 27°53′59″E / 44.4725°N 27.8997°E
博爾杜沙尼鄉（羅馬尼亞語：Comuna Bordușani, Ialomița），是羅馬尼亞的鄉份，位於該國南部，由雅洛米察縣負責管轄，面積224平方公里，海拔高度18米，2007年人口5,206，人口密度每平方公里23人。